# Desur
Desur là một thị xã panchayat của quận Tiruvanamalai thuộc bang Tamil Nadu, Ấn Độ.

## Địa lý
Desur có vị trí 12°26′B 79°29′Đ / 12,43°B 79,48°Đ Nó có độ cao trung bình là 114 mét (374 feet).

## Nhân khẩu
Theo điều tra dân số năm 2001 của Ấn Độ, Desur có dân số 5156 người. Phái nam chiếm 50% tổng số dân và phái nữ chiếm 50%. Desur có tỷ lệ 70% biết đọc biết viết, cao hơn tỷ lệ trung bình toàn quốc là 59,5%: tỷ lệ cho phái nam là 79%, và tỷ lệ cho phái nữ là 60%. Tại Desur, 10% dân số nhỏ hơn 6 tuổi.